# Kathrin Oginski
Kathrin Oginski, eigentlich Barbara Katharina Zehetgruber (* 14. September 1926 in Kattowitz; † 17. April 2009 in Wien) war eine österreichische Schauspielerin. Sie war mit dem österreichischen Regisseur Rudolf Zehetgruber verheiratet.

## Leben
Barbara Kathrin Oginski wurde als Tochter eines polnischen Vaters und einer Wiener Mutter in Kattowitz geboren. Ihre Kindheit verbrachte sie in Wien, wo sie eine Schauspielschule besuchte und als Model arbeitete. Bei den Aufnahmen zu Franz Antels Film Der Kongreß tanzt im Jahre 1955 lernte sie den Wiener Regisseur Rudolf Zehetgruber kennen. Einen Elevinnenvertrag beim Wiener Burgtheater schlug sie aus. Stattdessen heiratete sie Zehetgruber.
Einem unglücklichen Zufall bei den Dreharbeiten zu Ein Käfer geht aufs Ganze ist es zu verdanken, dass sie unter ihrem Geburtsnamen Oginski an der Seite und unter der Regie ihres Ehemanns Rudolf Zehetgruber in allen fünf Teilen der Dudu-Reihe mitwirkte. Sie sprang für die bei den Dreharbeiten verletzte Hauptdarstellerin ein. In allen Dudu-Filmen verkörperte sie die weibliche Hauptrolle, jedoch jeweils eine andere Person.
Sie war eine enge Mitarbeiterin ihres Mannes in der nach ihr benannten gemeinsamen Firma BARBARA-Film in Gräfelfing. Später trat sie als Schauspielerin nicht mehr in Erscheinung.

## Filmografie
- 1971: Ein Käfer geht aufs Ganze
- 1972: Ein Käfer gibt Vollgas
- 1973: Ein Käfer auf Extratour
- 1975: Das verrückteste Auto der Welt
- 1978: Zwei tolle Käfer räumen auf